# Hispania F111
La Hispania F111 è una vettura di Formula 1 con la quale la scuderia Hispania Racing F1 Team ha corso nel Campionato del Mondo 2011.
Le prime foto della nuova vettura sono state rese note sul sito della scuderia l'8 febbraio 2011, mentre la presentazione ufficiale è avvenuta l'11 marzo presso il Circuito di Barcellona.
I piloti titolari sono l'indiano Narain Karthikeyan, che ritorna in F1, dopo l'esperienza del 2005 con la Jordan-Toyota, e Vitantonio Liuzzi, proveniente dalla Force India.

## Livrea
La livrea è principalmente bianca con inserti rosso bordati di nero, posti su musetto e cockpit. Sulle fiancate laterali compare la scritta "this could be you" ovvero "potresti esserci tu", prova evidente di una continua necessità di ossigeno. Il disegno è stato concepito dal tedesco Daniel Simon, quest'ultimo aveva già collaborato con il film Tron: Legacy.

## Sviluppo
Nella stagione 2010 la scuderia spagnola aveva imbastito una collaborazione con la Dallara, poi abbandonata nel corso dell'anno. Viene annunciato ai primi di novembre 2010 l'accordo tra Williams e l'Hispania per la fornitura a quest'ultima, nel 2011, del cambio e del retrotreno della scuderia inglese. Era stata anche prospettata una collaborazione con la Toyota F1 Team, scuderia non più partecipante al campionato, ma dotata comunque di una struttura operativa adatta alla F1. Nel novembre 2010 tale ipotesi di collaborazione è stata rigettata.
Nel corso del weekend del Gran Premio della Malesia è stato annunciato che la scuderia utilizzerà la galleria del vento della Mercedes GP.

## Piloti
- Narain Karthikeyan - n.22 (gare 1-8, 17)
- Daniel Ricciardo - n. 22 (gare 9-16, 18-19)
- Vitantonio Liuzzi - n.23 (gare 1-16, 18-19)
- Daniel Ricciardo - n.23 (gara 17)
- Jan Charouz - Collaudatore (gara 19)

Dal Gran Premio di Gran Bretagna Daniel Ricciardo abbandona il ruolo di terzo pilota della Toro Rosso e diventa pilota titolare alla HRT al posto di Narain Karthikeyan.
Nel Gran Premio d'India Narain Karthikeyan prende il posto di Vitantonio Liuzzi quale pilota titolare.
Nel Gran Premio del Brasile, il ceco Jan Charouz ha fatto il suo esordio assoluto in un fine settimana del Campionato mondiale di Formula 1, prendendo il posto di Vitantonio Liuzzi alla HRT. Charouz è il primo ceco a tornare nel mondiale di Formula 1 dopo Tomáš Enge, che disputò gli ultimi gran premi della stagione 2001 con la Prost.

## Stagione 2011

### Test
La scuderia spagnola partecipa ai primi test svolti sul Circuito di Valencia dal 1 al 3 febbraio con la vettura del 2010, la F110, guidata da Karthikeyan. Il secondo giorno l'indiano completa 80 giri e fa segnare il sesto miglior tempo di giornata.
La scuderia annuncia che non partecipa ai successivi test a Jerez, sostituiti con delle sessioni private presso l'Autodromo nazionale di Monza tra il 14 e 16 febbraio. Anche nei test di febbraio sul Barcellona, viene utilizzata la vettura del 2010.
L'esordio della F111 era previsto nei test di marzo, sempre sul circuito catalano. Un ritardo alla dogana non ha permesso l'arrivo di tutte le componenti necessarie per l'effettuazione dei test. La vettura perciò non effettua nessuna prova prima dell'inizio della stagione ufficiale.

### Stagione
Anche l'esordio della vettura nel Gran Premio d'Australia è tribolato. Non prendono parte alle prime prove libere, mentre nel secondo turno il solo Liuzzi riesce a compiere un giro d'installazione, e nell'ultima sessione del sabato finalmente anche Karthikeyan può provare la vettura. Nelle qualifiche le due monoposto si classificano nelle ultime due posizioni, senza riuscire a superare la soglia del 107% rispetto al tempo del primo, venendo così a non qualificarsi per la gara. La richiesta dell'HRT di prendere parte al gran premio, pur non avendo superato le qualificazioni, viene respinta dalla Federazione.
Il 13º posto ottenuto da Liuzzi nel Gran Premio del Canada rappresenta il miglior piazzamento in gara nella storia dell'HRT.
Nel Gran Premio d'Europa, per la prima volta nella storia del mondiale di F1, 24 vetture vengono classificate, arrivando tutte al traguardo. Karthikeyan è così il primo pilota a essere classificato al 24º posto di una gara di Formula 1, escludendo Jim Rathmann che giunse 24º alla 500 Miglia Indianapolis del 1950, che in quella stagione faceva parte del calendario mondiale. In quella gara però alcune vetture classificate prima di Rathmann non giunsero al traguardo.
La scuderia termina undicesima nella classifica costruttori, davanti alla sola Virgin.

## Risultati F1
| Anno | Team                    | Motore                 | Gomme | Piloti      |    |     |    |    |     |    |    |    |    |     |    |     |     |    |    |    |    |     |     | Punti | Pos. |
| ---- | ----------------------- | ---------------------- | ----- | ----------- | -- | --- | -- | -- | --- | -- | -- | -- | -- | --- | -- | --- | --- | -- | -- | -- | -- | --- | --- | ----- | ---- |
| 2011 | Hispania Racing F1 Team | Cosworth CA2011 2.4 V8 | P     | Karthikeyan | NQ | Rit | 23 | 21 | 21  | 17 | 17 | 24 |    | SP  |    |     |     | SP | SP | SP | 17 |     |     | 0     | 11º  |
| 2011 | Hispania Racing F1 Team | Cosworth CA2011 2.4 V8 | P     | Liuzzi      | NQ | Rit | 22 | 22 | Rit | 16 | 13 | 23 | 18 | Rit | 20 | 19  | Rit | 20 | 23 | 21 |    | 20  | Rit | 0     | 11º  |
| 2011 | Hispania Racing F1 Team | Cosworth CA2011 2.4 V8 | P     | Ricciardo   |    |     |    |    |     |    |    |    | 19 | 19  | 18 | Rit | NC  | 19 | 22 | 19 | 18 | Rit | 20  | 0     | 11º  |
| 2011 | Hispania Racing F1 Team | Cosworth CA2011 2.4 V8 | P     | Charouz     |    |     |    |    |     |    |    |    |    |     |    |     |     |    |    |    |    |     | SP  | 0     | 11º  |

| Legenda | 1º posto     | 2º posto | 3º posto    | A punti         | Senza punti/Non class.  | Grassetto – Pole position Corsivo – Giro più veloce |
| Legenda | Squalificato | Ritirato | Non partito | Non qualificato | Solo prove/Terzo pilota | Grassetto – Pole position Corsivo – Giro più veloce |

## Boss GP
Dopo la chiusura del Team, le F111 sono state acquistate da Teo Martin, il quale le ha preso la decisione, con la collaborazione di Carlos Molla, di reimpiegarle per il campionato Boss GP del 2013.